# Il quadrato di Villafranca-La battaglia di Custoza
Il quadrato di Villafranca Risorgimento-La Battaglia di Custoza è un affresco di Raffaele Pontremoli del 1880, presente nella Torre monumentale di San Martino della Battaglia a Desenzano del Garda.

## Descrizione
(Regonelli S., Gli affreschi di San Martino della Battaglia. Il Risorgimento dipinto nel ciclo della Gran Torre, Torino, Allemandi & C. 2011, p. 40)